# 7982 Timmartin
7982 Timmartin eller 1979 MX5 är en asteroid i huvudbältet som upptäcktes den 25 juni 1979 av de båda amerikanska astronomerna Eleanor F. Helin och Schelte J. Bus vid Siding Spring-observatoriet. Den är uppkallad efter Timothy A. Martin.
Asteroiden har en diameter på ungefär 3 kilometer.